# 大民屯镇
大民屯镇，是中华人民共和国辽宁省沈阳市新民市下辖的一个乡镇级行政单位。

## 行政区划
大民屯镇下辖以下地区：
大民屯社区、大民屯一村、大民屯二村、大民屯三村、佟家房村、新庄村、方巾牛村、毓宝台村、平安堡村、东章士台村、西章士台村、大南岗子村、朱家房村、小民屯村、腰堡村、前栏杆泡村和后栏杆泡村。